# يلينا ايزينبايفا
يلينا ايزينبايفا ((بالروسية: Елена Гаджиевна Исинбаева, Elena Gadžievna Isinbaeva)‏) (ولدت في 3 يونيو 1982) لاعبة قوى روسية، بطلة العالم خمس مرات وحاملة الرقم القياسي العالمي الحالي في رياضة القفز بالزانة.

## السيرة الذاتية
أصلها من فولجوجراد، أحد ضواحي روسيا، من أم روسية وأب داغستاني، كانت تمارس الجمباز منذ ان كانت تبلغ خمسة سنوات فقط، استمرت في ممارسة هذه الرياضة ذات الشعبية الكبيرة في أوروبا الشرقية حتى بلغت الخامسة عشرة من عمرها، ثم تركت رياضة الجمباز بسبب طولها الفارع، لتنتقل بعدها لرياضة القفز بالزانة.

## جوائز
| السنة | المنافسة                               | المكان   | المركز        | الارتفاع      |
| ----- | -------------------------------------- | -------- | ------------- | ------------- |
| 1998  | الألعاب العالمية للشباب                | موسكو    | 1             |               |
| 1999  | بطولة العالم للشباب                    | بيدغوز   | 1             | 4.10 م        |
| 2000  | بطولة العالم للناشئين                  | سانتياغو | 1             | 4.20 م        |
| 2000  | الألعاب الأولمبية الصيفية              | سيدني    | مراحل تأهيلية |               |
| 2001  | بطولة العالم لألعاب القوى داخل الصالات | لشبونة   | 7             | 4.25 م        |
| 2001  | بطولة أوروبا لألعاب القوى للناشئين     | غروسيتو  | 1             | 4.40 م        |
| 2002  | بطولة أوروبا لألعاب القوى              | ميونيخ   | 2             | 4.55 م        |
| 2003  | بطولة العالم لألعاب القوى داخل الصالات | برمنغهام | 2             | 4.60 م        |
| 2003  | بطولة العالم لألعاب القوى              | باريس    | 3             | 4.65 م        |
| 2003  | بطولة أوروبا لألعاب القوى              | بيدغوز   | 1             | 4.65 م        |
| 2004  | بطولة العالم لألعاب القوى داخل الصالات | بودابست  | 1             | 4.86 م        |
| 2004  | الألعاب الأولمبية الصيفية              | أثينا    | 1             | 4.91 م        |
| 2004  | نهائي ألعاب القوى العالمي              | موناكو   | 1             | 4.83 م        |
| 2005  | بطولة أوروبا لألعاب القوى داخل الصالات | مدريد    | 1             | 4.90 م        |
| 2005  | بطولة العالم لألعاب القوى              | هلسنكي   | 1             | 5.01 م        |
| 2005  | نهائي ألعاب القوى العالمي              | موناكو   | 1             | 4.74 م        |
| 2006  | بطولة العالم لألعاب القوى داخل الصالات | موسكو    | 1             | 4.80 م        |
| 2006  | بطولة أوروبا لألعاب القوى              | غوتنبرغ  | 1             | 4.80 م        |
| 2006  | نهائي ألعاب القوى العالمي              | شتوتغارت | 1             | 4.75 م        |
| 2006  | كأس العالم لألعاب القوى                | أثينا    | 1             | 4.60 م        |
| 2007  | بطولة العالم لألعاب القوى              | أوساكا   | 1             | 4.80 م        |
| 2007  | نهائي ألعاب القوى العالمي              | شتوتغارت | 1             | 4.87 م        |
| 2008  | بطولة العالم لألعاب القوى داخل الصالات | فالنسيا  | 1             | 4.75 م        |
| 2008  | الألعاب الأولمبية الصيفية              | بكين     | 1             | 5.05 م        |
| 2009  | بطولة العالم لألعاب القوى              | برلين    | 11            | عبرت بلا شريط |
| 2009  | نهائي ألعاب القوى العالمي              | سالونيك  | 1             | 4,80 م        |
| 2012  | الألعاب الأولمبية الصيفية              | لندن     | 3             | 4,70 م        |

## وصلات خارجية
- يلينا ايزينبايفا على موقع الموسوعة البريطانية (الإنجليزية)

- موقع يلينا ايزينبايفا الرسمي
- يلينا ايزينبايفا على موقع الاتحاد الدولي لألعاب القوى (الإنجليزية)
- يلينا ايزينبايفا على موقع الدوري الماسي (الإنجليزية)
- يلينا ايزينبايفا على موقع اللجنة الأولمبية الدولية (الإنجليزية)
- يلينا ايزينبايفا على موقع أوليمبيديا (الإنجليزية)